# CAF Confederation Cup 2023/24
Der CAF Confederation Cup 2023/24 (aus Sponsorengründen auch TotalEnergies CAF Confederation Cup 2023/24 genannt) war die 21. Spielzeit des zweitwichtigsten afrikanischen Wettbewerbs für Vereinsmannschaften im Fußball unter dieser Bezeichnung. Die Saison begann mit der ersten Runde am 18. August 2023 und endete mit den Finalspielen im Mai 2024.
Zamalek aus Ägypten gewann das Turnier. Es war der zweite Titel nach dem ersten Erfolg im Wettbewerb 2019.

## Erste Runde
Die Hinspiele wurden vom 18. bis zum 20. August, die Rückspiele vom 25. bis zum 27. August 2023 ausgetragen.
|                                     | Gesamt          |                                             | Hinspiel | Rückspiel |
| ----------------------------------- | --------------- | ------------------------------------------- | -------- | --------- |
| Bendel Insurance                    | 1:1 (4:3 i. E.) | ASO Chlef                                   | 1:0      | 0:1       |
| FUS de Rabat                        | 5:0             | AS Loto FC                                  | 3:0      | 2:0       |
| Casa Sports                         | (a)1:1(a)       | Étoile Filante Ouagadougou                  | 1:1      | 0:0       |
| AS Arta/Solar7                      | 6:0             | Horseed FC                                  | 3:0      | 3:0       |
| Singida Fountain Gate FC            | 4:3             | JKU FC                                      | 4:1      | 0:2       |
| Bahir Dar Kenema FC                 | 3:3 (4:3 i. E.) | Azam FC                                     | 2:1      | 1:2       |
| Olympique de Béja                   | 0:1             | Abu Salem SC                                | 0:1      | 0:0       |
| Kakamega Homeboyz FC                | 1:4             | Al-Hilal SC                                 | 0:0      | 1:4       |
| Sekhukhune United                   | 1 w/o 1         | Young Buffaloes FC                          | —        | —         |
| Cano Sport Academy                  | 1:4             | Maestro United Zambia FC                    | 1:1      | 0:3       |
| Ferroviário Maputo                  | 2 w/o 2         | FC Belle Lumière                            | —        | —         |
| Gaborone United SC                  | 3:2             | ASSM Elgeco Plus                            | 0:1      | 3:1       |
| AS Douanes                          | (a)2:2(a)       | Académie SOAR                               | 2:2      | 0:0       |
| ASC Kara                            | 1:2             | Académie de Football Amadou Diallo-Djékanou | 0:0      | 1:2       |
| Milo FC                             | 2:3             | Dreams FC                                   | 1:1      | 1:2       |
| AS Douanes Niamey                   | 3 w/o 3         | FC Kallon                                   | —        | —         |
| Watanga FC                          | 2:7             | Stade Malien                                | 1:3      | 1:4       |
| Hay Al-Arab Port Sudan              | 4 w/o 4         | Aigle Noir Makamba                          | —        | —         |
| Haidoub FC                          | 0:1             | Al-Merreikh Juba                            | 0:1      | 0:0       |
| Académica Petróleos Clube do Lobito | 4:3             | La Passe FC                                 | 2:1      | 2:2       |

Anmerkungen

## Zweite Runde
Die Hinspiele wurden vom 15. bis zum 17. September, die Rückspiele vom 29. September bis zum 1. Oktober 2023 ausgetragen.
|                            | Gesamt          |                                             | Hinspiel | Rückspiel |
| -------------------------- | --------------- | ------------------------------------------- | -------- | --------- |
| Bendel Insurance           | 2:3             | RS Berkane                                  | 2:2      | 0:1       |
| FUS de Rabat               | (a)1:1(a)       | USM Algier                                  | 1:1      | 0:0       |
| Étoile Filante Ouagadougou | 0:2             | Rivers United FC                            | 0:0      | 0:2       |
| AS Arta/Solar7             | 3:4             | al Zamalek SC                               | 2:0      | 1:4       |
| Singida Fountain Gate FC   | 2:4             | Future FC                                   | 1:0      | 1:4       |
| Bahir Dar Kenema FC        | 2:3             | Club Africain Tunis                         | 2:0      | 0:3       |
| Abu Salem SC               | 5:4             | Kampala Capital City Authority FC           | 3:1      | 2:3       |
| Al-Hilal SC                | 2:2 (4:2 i. E.) | Rayon Sports                                | 1:1      | 1:1       |
| Sekhukhune United          | 4:2             | FC Saint Eloi Lupopo                        | 3:1      | 1:1       |
| Maestro United Zambia FC   | 1:4             | Diables Noirs                               | 1:2      | 0:2       |
| Ferroviário Maputo         | 1:1 (3:5 i. E.) | Grupo Desportivo Sagrada Esperança          | 1:0      | 0:1       |
| Gaborone United SC         | 1:4             | SuperSport United                           | 1:1      | 0:3       |
| Académie SOAR              | 3:2             | Académie de Football Amadou Diallo-Djékanou | 1:2      | 2:0       |
| Dreams FC                  | 3:2             | FC Kallon                                   | 2:1      | 1:1       |
| Stade Malien               | (a)3:3(a)       | Aigle Noir Makamba                          | 2:0      | 1:3       |
| Al-Merreikh Juba           | 0:3             | Académica Petróleos Clube do Lobito         | 0:0      | 0:3       |

## Gruppenphase
Die Gruppenauslosung fand am 6. Oktober 2023 im südafrikanischen Johannesburg statt. Die 16 Sieger der zweiten Runde wurden in vier Lostöpfe eingeteilt und zu vier Gruppen mit jeweils vier Mannschaften gelost. Gesetzt wurden die Mannschaften nach ihren Ergebnissen in den CAF-Wettbewerben der letzten fünf Spielzeiten (CAF-Fünfjahreswertung). Die Gruppensieger und -zweiten qualifizieren sich für das Viertelfinale, die Dritt- und Viertplatzierten scheiden aus dem Wettbewerb aus. Bei Punktgleichheit zweier oder mehrerer Mannschaften wird die Platzierung durch folgende Kriterien ermittelt:
1. Anzahl Punkte im direkten Vergleich
2. Tordifferenz im direkten Vergleich
3. Anzahl Tore im direkten Vergleich
4. Anzahl Auswärtstore im direkten Vergleich
5. Wenn nach der Anwendung der Kriterien 1 bis 4 immer noch mehrere Mannschaften denselben Tabellenplatz belegen, werden die Kriterien 1 bis 4 erneut angewendet, jedoch ausschließlich auf die Direktbegegnungen der betreffenden Mannschaften. Sollte auch dies zu keiner definitiven Platzierung führen, werden die Kriterien 6 bis 9 angewendet.
6. Tordifferenz aus allen Gruppenspielen
7. Anzahl Tore in allen Gruppenspielen
8. Anzahl Auswärtstore in allen Gruppenspielen
9. Losziehung

### Gruppe A
| Pl. | Verein            | Sp. | S | U | N | Tore    | Diff. | Punkte |
| --- | ----------------- | --- | - | - | - | ------- | ----- | ------ |
| 1.  | USM Algier        | 6   | 4 | 1 | 1 | 008:300 | +5    | 13     |
| 2.  | Future FC         | 6   | 3 | 2 | 1 | 009:300 | +6    | 11     |
| 3.  | Al-Hilal SC       | 6   | 2 | 0 | 4 | 006:130 | −7    | 06     |
| 4.  | SuperSport United | 6   | 1 | 1 | 4 | 005:900 | −4    | 04     |

### Gruppe B
| Pl. | Verein                             | Sp. | S | U | N | Tore    | Diff. | Punkte |
| --- | ---------------------------------- | --- | - | - | - | ------- | ----- | ------ |
| 1.  | al Zamalek SC                      | 6   | 5 | 1 | 0 | 011:100 | +10   | 16     |
| 2.  | Abu Salem SC                       | 6   | 3 | 0 | 3 | 005:600 | −1    | 09     |
| 3.  | Grupo Desportivo Sagrada Esperança | 6   | 2 | 2 | 2 | 005:200 | +3    | 08     |
| 4.  | Académie SOAR                      | 6   | 0 | 1 | 5 | 000:120 | −12   | 01     |

### Gruppe C
| Pl. | Verein                              | Sp. | S | U | N | Tore    | Diff. | Punkte |
| --- | ----------------------------------- | --- | - | - | - | ------- | ----- | ------ |
| 1.  | Dreams FC                           | 6   | 4 | 0 | 2 | 011:700 | +4    | 12     |
| 2.  | Rivers United FC                    | 6   | 4 | 0 | 2 | 010:800 | +2    | 12     |
| 3.  | Club Africain Tunis                 | 6   | 3 | 1 | 2 | 009:400 | +5    | 10     |
| 4.  | Académica Petróleos Clube do Lobito | 6   | 0 | 1 | 5 | 006:170 | −11   | 01     |

### Gruppe D
| Pl. | Verein            | Sp. | S | U | N | Tore    | Diff. | Punkte |
| --- | ----------------- | --- | - | - | - | ------- | ----- | ------ |
| 1.  | RS Berkane        | 6   | 4 | 2 | 0 | 010:200 | +8    | 14     |
| 2.  | Stade Malien      | 6   | 3 | 1 | 2 | 006:600 | ±0    | 10     |
| 3.  | Sekhukhune United | 6   | 1 | 3 | 2 | 002:400 | −2    | 06     |
| 4.  | Diables Noirs     | 6   | 0 | 2 | 4 | 003:900 | −6    | 02     |

## Finalrunde

### Viertelfinale
Die Auslosung fand am 5. April 2023 statt. Es trifft je ein Gruppenzweiter auf einen Gruppensieger einer anderen Gruppe, wobei die Gruppensieger das Hinspiel zunächst auswärts bestreiten.
|                  | Gesamt |               | Hinspiel | Rückspiel |
| ---------------- | ------ | ------------- | -------- | --------- |
| Rivers United FC | 1:2    | USM Algier    | 1:0      | 0:2       |
| Stade Malien     | 2:3    | Dreams FC     | 1:2      | 1:1       |
| Future FC        | 2:3    | al Zamalek SC | 1:2      | 1:1       |
| Abu Salem SC     | 2:3    | RS Berkane    | 0:0      | 2:3       |

### Halbfinale
|               | Gesamt |            | Hinspiel | Rückspiel |
| ------------- | ------ | ---------- | -------- | --------- |
| al Zamalek SC | 3:0    | Dreams FC  | 0:0      | 3:0       |
| USM Algier    | 0:6    | RS Berkane | 0:3      | 0:3       |

### Finale
Zamalek gewann das Finale nach Anwendung der Auswärtstorregel.
|            | Gesamt    |               | Hinspiel | Rückspiel |
| ---------- | --------- | ------------- | -------- | --------- |
| RS Berkane | (a)2:2(a) | al Zamalek SC | 2:1      | 0:1       |